# Luglon
 Luglon  (en occitano Luc Long) es una población y comuna francesa, situada en la región de Aquitania, departamento de Landas, en el distrito de Mont-de-Marsan y cantón de Sabres.

## Demografía
| 319 | 304 | 266 | 274 | 276 | 307 |
| Para los censos de 1962 a 1999 la población legal corresponde a la población sin duplicidades (Fuente: INSEE [Consultar]) |     |     |     |     |     |